# Glückstadt
Glückstadt é uma cidade da Alemanha localizada no distrito de Steinburg, estado de Schleswig-Holstein.